# Adrian Andrei Rusu
Adrian Andrei Rusu (n. 8 noiembrie 1951, Mediaș) este un arheolog și istoric medievist din România. A lucrat la Institutul de Arheologie și Istoria Artei din Cluj, instituție subordonată Academiei Române.
Este specialist în cercetarea monumentelor istorice medievale și premoderne, al culturii materiale, istoric al Evului Mediu clasic și târziu, al Transilvaniei.
A fost cercetător principal la ruinele Mănăstirii Bizere din Frumușeni (județul Arad). Alte șantiere arheologice la activ: Mănăstirea Cerna, Densuș, Ostrov, Galați, Nălațvad, Rîu de Mori (Țara Hațegului), Vințu de Jos (mănăstirea dominicană și castelul Martinuzzi), Teiuș (mănăstirea franciscană), cetatea Oradea, cetatea Râșnov etc.
Este un animator de reviste de specialitate (Mediaevalia Transilvanica, Arheologia Medievală), promotor al unor programe de cercetare privitoare la Hațegul medieval, elitele medievale românești din Regatul Ungariei, bisericile medievale (seria „Arhitectura religioasă medievală din Transilvania”), promovarea disciplinelor de medievistică în pagini web.
Este autorul unor studii în domeniul castelologiei, monasteriologiei, sticlăriei și ceramicii de construcție.